# Sporetus distinctus
Sporetus distinctus là một loài bọ cánh cứng trong họ Cerambycidae.